# Léo (calciatore 1988)
Leonardo Renan Simões de Lacerda, detto Léo (Belo Horizonte, 30 gennaio 1988), è un calciatore brasiliano, difensore svincolato.

## Caratteristiche tecniche
Gioca come difensore centrale.

## Carriera

### Club
Proveniente dal settore giovanile, debuttò nel Grêmio in un 2-0 in trasferta sul Náutico durante il Campeonato Brasileiro Série A 2007, sostituendo Itaqui.
Ha segnato il suo primo gol da professionista, decisivo per la vittoria, in un Gre-Nal, il 16 settembre 2007.

## Palmarès

### Competizioni nazionali
- Coppa del Brasile: 2

Cruzeiro: 2017, 2018